# José Cabrera Veloso
José Miguel Cabrera Veloso (Santiago, 2 de junio de 1967) es un exfutbolista chileno que jugaba como defensa o mediocampista.

## Trayectoria
En su país natal, desarrolló la totalidad de su carrera profesional en el fútbol de Primera División. Producto de las divisiones inferiores de Unión Española, pasó 7 temporadas en el conjunto hispano, entre 1986 y 1993, con un temporada cedido en Provincial Osorno en 1991.Fue miembro del plantel hispano que logró el bicampeonato de la Copa Chile en 1992 y 1993, junto a compañeros entre los que se encuentran José Luis Sierra, Ricardo Perdomo, Ricardo González, Juan Castillo, entre otros.Además, fue su última estación en el fútbol profesional, luego de terminado el Torneo Apertura de 1997.
También formó parte de los planteles de Palestino (1993, 1995) y Santiago Wanderers (1996).
En el extranjero, tuvo pasos por el fútbol brasileño, defendiendo las camisetas de Sport Recife y XV de Piracicaba. Además, junto a Christian Torres fueron los primeros jugadores chilenos en jugar en el futbol árabe, defendiendo los colores del Al-Riyadh en 1994.

## Clubes
| Club                         | País           | Año       |
| ---------------------------- | -------------- | --------- |
| Unión Española               | Chile          | 1986-1993 |
| → Provincial Osorno (cedido) | Chile          | 1991      |
| Palestino                    | Chile          | 1993      |
| Sport Recife                 | Brasil         | 1994      |
| Al-Riyadh                    | Arabia Saudita | 1994      |
| XV de Piracicaba             | Brasil         | 1995      |
| Palestino                    | Chile          | 1995      |
| Santiago Wanderers           | Chile          | 1996      |
| Unión Española               | Chile          | 1997      |

## Palmarés

### Títulos nacionales
| Título     | Equipo         | País  | Año  |
| ---------- | -------------- | ----- | ---- |
| Copa Chile | Unión Española | Chile | 1992 |
| Copa Chile | Unión Española | Chile | 1993 |